# Osztrák Állami Díj az európai irodalomért
Az Osztrák Állami Díj az európai irodalomért (németül: Österreichischer Staatspreis für Europäische Literatur), mely Ausztriában Európai Irodalmi Díj (Europäischer Literaturpreis) néven is ismert, egy osztrák irodalmi díj. 1964-ben alapította az oktatási minisztérium, eredetileg Nikolaus Lenau-díj (Nikolaus-Lenau-Preis) néven; mai nevét 1965-ben kapta. Évente egy európai írónak ítélik oda életművéért, melynek német nyelven is elérhetőnek kell lennie. A kitüntetettek 25 000 eurós pénzdíjat is kapnak.

## Díjazottak

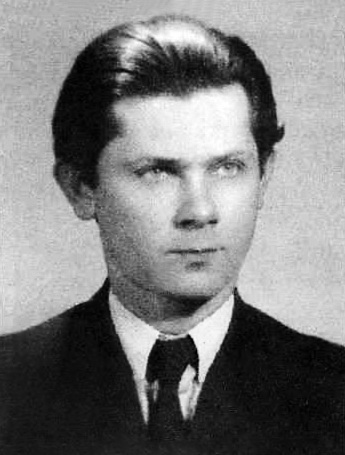
Zbigniew Herbert, 1965

Weöres Sándor, 1974

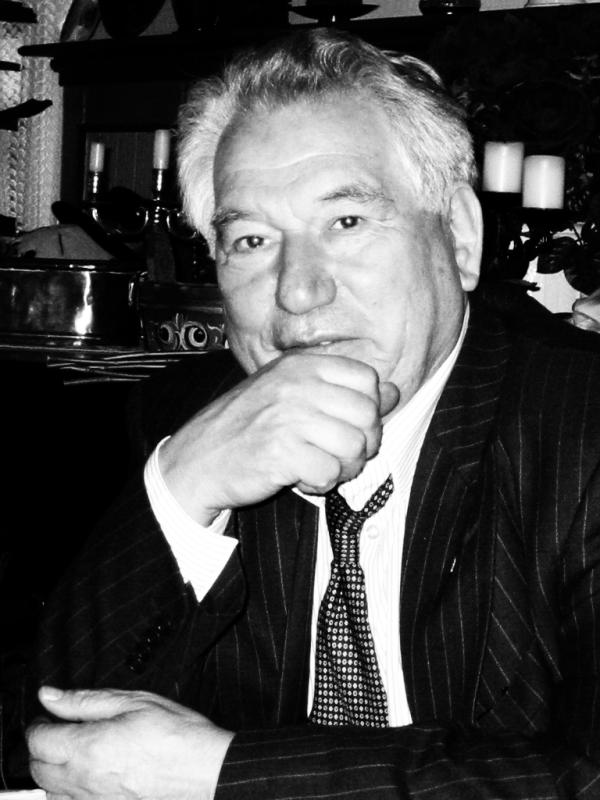
Csingiz Ajtmatov, 1993

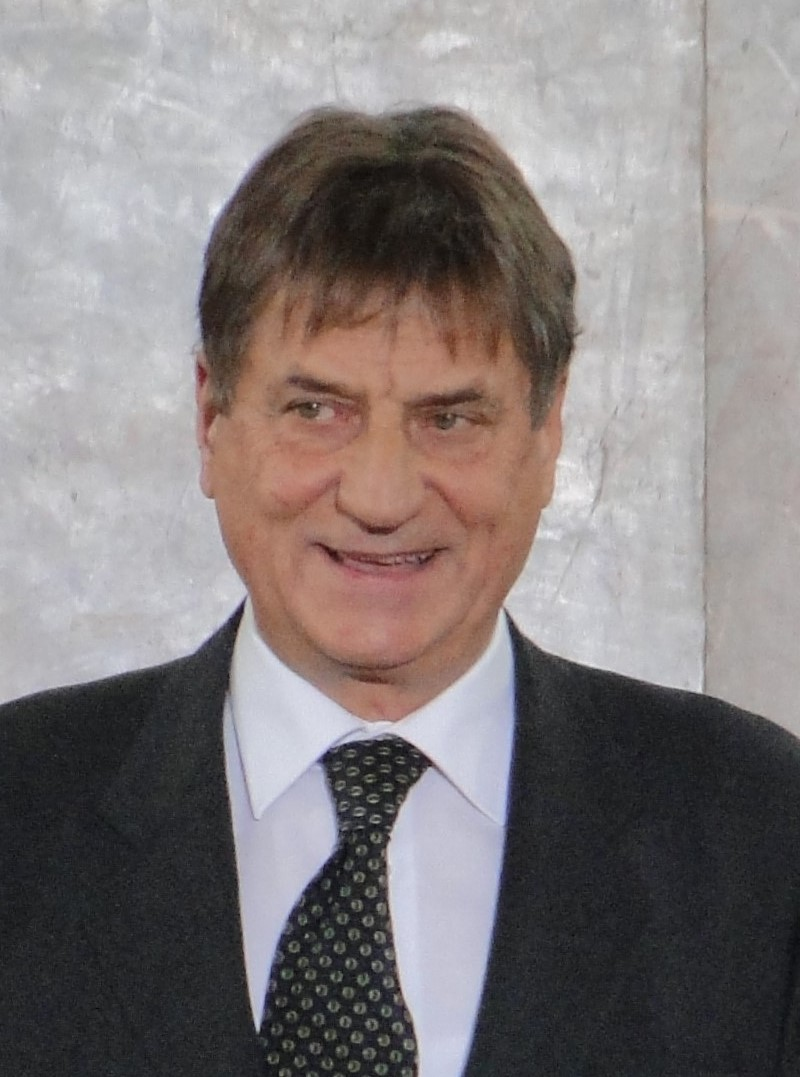
Claudio Magris, 2005

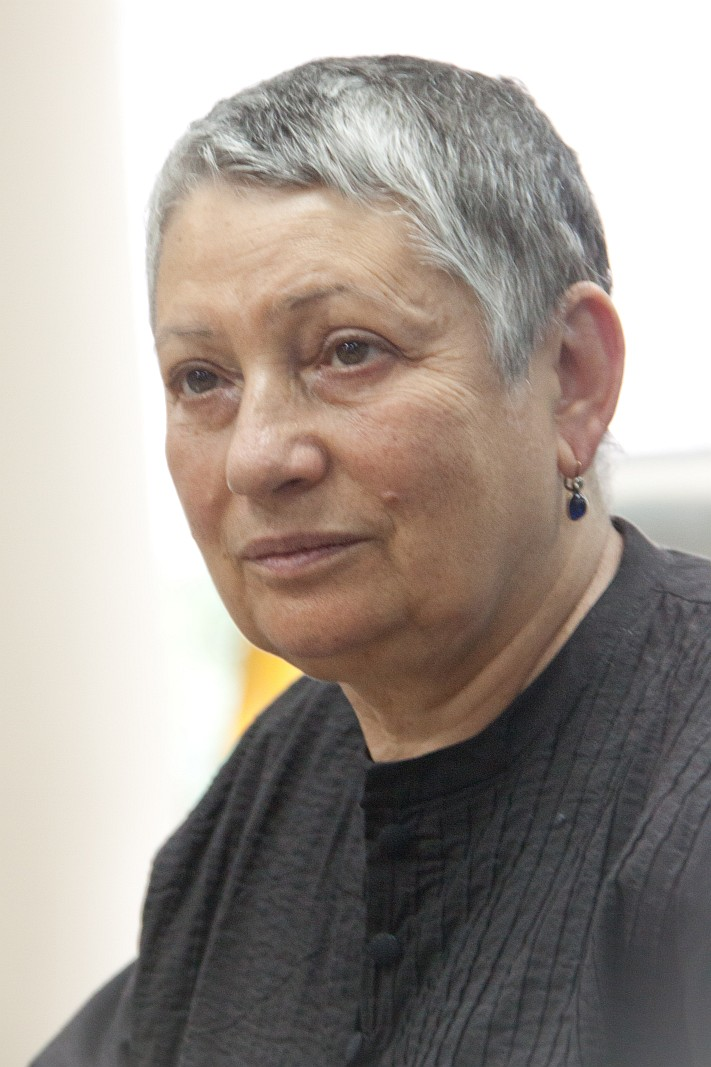
Ljudmila Ulickaja, 2014

Az eddigi díjazottak:
| Év   | Díjazott             | Ország                  |
| ---- | -------------------- | ----------------------- |
| 1965 | Zbigniew Herbert     | Lengyelország           |
| 1966 | W. H. Auden          | Egyesült Királyság      |
| 1967 | Vasko Popa           | Jugoszlávia             |
| 1968 | Václav Havel         | Csehszlovákia           |
| 1969 | nem adták át         |                         |
| 1970 | Sławomir Mrożek      | Lengyelország           |
| 1971 | Eugène Ionesco       | Románia / Franciaország |
| 1972 | Peter Huchel         | NDK                     |
| 1973 | Harold Pinter        | Egyesült Királyság      |
| 1974 | Weöres Sándor        | Magyarország            |
| 1975 | Miroslav Krleža      | Jugoszlávia             |
| 1976 | Italo Calvino        | Olaszország             |
| 1977 | Pavel Kohout         | Csehszlovákia           |
| 1978 | Simone de Beauvoir   | Franciaország           |
| 1979 | Fulvio Tomizza       | Olaszország             |
| 1980 | Sarah Kirsch         | NDK                     |
| 1981 | Doris Lessing        | Egyesült Királyság      |
| 1982 | Tadeusz Różewicz     | Lengyelország           |
| 1983 | Friedrich Dürrenmatt | Svájc                   |
| 1984 | Christa Wolf         | NDK                     |
| 1985 | Stanisław Lem        | Lengyelország           |
| 1986 | Giorgio Manganelli   | Olaszország             |
| 1987 | Milan Kundera        | Csehszlovákia           |
| 1988 | Andrzej Szczypiorski | Lengyelország           |
| 1989 | Marguerite Duras     | Franciaország           |
| 1990 | Helmut Heißenbüttel  | Németország             |
| 1991 | Nádas Péter          | Magyarország            |
| 1992 | Salman Rushdie       | Egyesült Királyság      |
| 1993 | Csingiz Ajtmatov     | Kirgizisztán            |
| 1994 | Inger Christensen    | Dánia                   |
| 1995 | Aleksandar Tišma     | Jugoszlávia             |
| 1996 | Jürg Laederach       | Svájc                   |
| 1997 | Antonio Tabucchi     | Olaszország             |
| 1998 | Dubravka Ugrešić     | Horvátország            |
| 1999 | Esterházy Péter      | Magyarország            |
| 2000 | António Lobo Antunes | Portugália              |
| 2001 | Umberto Eco          | Olaszország             |
| 2002 | Christoph Hein       | Németország             |
| 2003 | Cees Nooteboom       | Hollandia               |
| 2004 | Julian Barnes        | Egyesült Királyság      |
| 2005 | Claudio Magris       | Olaszország             |
| 2006 | Jorge Semprún        | Spanyolország           |
| 2007 | A. L. Kennedy        | Egyesült Királyság      |
| 2008 | Kristóf Ágota        | Svájc                   |
| 2009 | Per Olov Enquist     | Svédország              |
| 2010 | Paul Nizon           | Svájc                   |
| 2011 | Javier Marías        | Spanyolország           |
| 2012 | Patrick Modiano      | Franciaország           |
| 2013 | John Banville        | Írország                |
| 2014 | Ljudmila Ulickaja    | Oroszország             |
| 2015 | Mircea Cărtărescu    | Románia                 |
| 2016 | Andrzej Stasiuk      | Lengyelország           |
| 2017 | Karl Ove Knausgård   | Norvégia                |
| 2018 | Zadie Smith          | Egyesült Királyság      |
| 2019 | Michel Houellebecq   | Franciaország           |
| 2020 | Drago Jančar         | Szlovénia               |
| 2021 | Krasznahorkai László | Magyarország            |
| 2022 | Ali Smith            | Egyesült Királyság      |
| 2023 | Marie NDiaye         | Franciaország           |
| 2024 | Joanna Bator         | Lengyelország           |